# Coren
Coren (en occità i francès) és un municipi francès situat al departament de Cantal i a la regió d'Alvèrnia-Roine-Alps. L'any 2007 tenia 437 habitants.

## Demografia

### Població
El 2007 la població de fet de Coren era de 437 persones. Hi havia 172 famílies de les quals 36 eren unipersonals (20 homes vivint sols i 16 dones vivint soles), 52 parelles sense fills, 72 parelles amb fills i 12 famílies monoparentals amb fills. La població d'habitants censats ha evolucionat segons el següent gràfic:

### Habitatges
El 2007 hi havia 216 habitatges, 173 eren l'habitatge principal de la família, 20 eren segones residències i 23 estaven desocupats. 205 eren cases i 10 eren apartaments. Dels 173 habitatges principals, 143 estaven ocupats pels seus propietaris, 28 estaven llogats i ocupats pels llogaters i 2 estaven cedits a títol gratuït; 1 tenia una cambra, 3 en tenien dues, 20 en tenien tres, 54 en tenien quatre i 95 en tenien cinc o més. 138 habitatges disposaven pel capbaix d'una plaça de pàrquing. A 70 habitatges hi havia un automòbil i a 92 n'hi havia dos o més.

### Piràmide de població
La piràmide de població per edats i sexe el 2009 era:
| Homes | Edats   | Dones |
| ----- | ------- | ----- |
| 0     | 95 o +  | 0     |
| 0     | 90 a 94 | 0     |
| 4     | 85 a 89 | 8     |
| 0     | 80 a 84 | 0     |
| 0     | 75 a 79 | 8     |
| 12    | 70 a 74 | 4     |
| 20    | 65 a 69 | 8     |
| 4     | 60 a 64 | 20    |
| 8     | 55 a 59 | 0     |
| 16    | 50 a 54 | 12    |
| 36    | 45 a 49 | 12    |
| 12    | 40 a 44 | 40    |
| 16    | 35 a 39 | 8     |
| 8     | 30 a 34 | 16    |
| 12    | 25 a 29 | 0     |
| 16    | 20 a 24 | 8     |
| 8     | 15 a 19 | 16    |
| 4     | 10 a 14 | 20    |
| 16    | 5 a 9   | 20    |
| 4     | 0 a 4   | 0     |

## Economia
El 2007 la població en edat de treballar era de 291 persones, 237 eren actives i 54 eren inactives. De les 237 persones actives 229 estaven ocupades (125 homes i 104 dones) i 8 estaven aturades (1 home i 7 dones). De les 54 persones inactives 20 estaven jubilades, 14 estaven estudiant i 20 estaven classificades com a «altres inactius».

### Ingressos
El 2009 a Coren hi havia 177 unitats fiscals que integraven 433,5 persones, la mediana anual d'ingressos fiscals per persona era de 16.608 €.

### Activitats econòmiques
Dels 36 establiments que hi havia el 2007, 7 eren d'empreses extractives, 1 d'una empresa alimentària, 1 d'una empresa de fabricació de material elèctric, 2 d'empreses de fabricació d'altres productes industrials, 6 d'empreses de construcció, 6 d'empreses de comerç i reparació d'automòbils, 4 d'empreses de transport, 1 d'una empresa d'hostatgeria i restauració, 2 d'empreses financeres, 2 d'empreses immobiliàries i 4 d'empreses de serveis.
Dels 3 establiments de servei als particulars que hi havia el 2009, 1 era un taller de reparació d'automòbils i de material agrícola, 1 paleta i 1 guixaire pintor.
L'únic establiment comercial que hi havia el 2009 era una adrogueria.
L'any 2000 a Coren hi havia 21 explotacions agrícoles que ocupaven un total de 1.343 hectàrees.

## Equipaments sanitaris i escolars
El 2009 hi havia una escola elemental.

## Poblacions properes
El següent diagrama mostra les poblacions més properes.